# Corinto (mitologia)
Nella mitologia greca,  Corinto  era un re ed eponimo della città di Corinto

## Il mito
Corinto  era l'eroe dell'omonima città, e nelle sue parti si era diffusa la credenza delle sue origini divine, dove si presumeva che fosse figlio del padre degli dei, Zeus. Questa credenza dei Corinzi era mal vista dagli altri greci, tanto che arrivarono a creare il proverbio "Corinto, figlio di Zeus", che indicava un qualcosa di ripetitivo e monotono.
Il suo padre mortale era Maratone, con cui viaggiò per poi tornare e diventare re di Corinto, e secondo una versione del mito fu ucciso dai propri sudditi. Il suo successore fu Sisifo, della stirpe di Deucalione, che lo vendicò.

### Fonti
- Pausania libro II 1,1

### Moderna
- Pierre Grimal, Enciclopedia della mitologia 2ª edizione, Brescia, Garzanti, 2005, ISBN 88-11-50482-1. Traduzione di Pier Antonio Borgheggiani
- Luisa Biondetti, Dizionario di mitologia classica, Milano, Baldini&Castoldi, 1997, ISBN 978-88-8089-300-4.